# 1963年多哥政变
1963年多哥政变（法語：Coup d'État de 1963 au Togo）是1963年1月13日发生在西非国家多哥的军事政变。政变领导人埃马纽埃尔·博乔勒、艾蒂安·埃亚德和克莱伯·达乔率领军队控制政府大楼，逮捕大部分内阁成员，并在位于多哥首都洛梅的美国大使馆外暗杀了多哥首任总统斯尔法纳斯·奥林匹欧。其后，由政变领袖埃马纽埃尔·博乔勒统领的“起义委员会”召回了流亡海外的反对派尼古拉·格鲁尼茨基与安托万·米奇组建新政府，两人先前都为西尔瓦努斯·奥林匹奥的政治对手。
虽然加纳政府及其总统夸梅·恩克鲁玛被认为与此次政变和奥林匹欧的遇刺有所牵连，但针对此的调查从未完成，国际舆论最终也被平息。此政变作为在20世纪50年代和60年代英国和法国非洲殖民地相继独立的非洲国家间爆发的首次政变而闻名，于政变中遇刺的奥林匹欧作为非洲第一批在军事政变中遇刺的国家元首之一而被铭记。

## 背景

法属多哥兰（紫色），英属多哥兰（绿色）

多哥原为德国保护国，在一战期间被英国和法国占领后被兩國瓜分，法国在1922年控制现今的多哥地区，而西部地区则成立英属多哥兰，后并入英国黄金海岸殖民地成立加纳，瓜分导致埃维族人被分割而分布在英国和法国的殖民地。二战期间，维希法国政府视在多哥颇有影响力的奥林匹奥家族为亲英派，因此，许多家族成员被捕，其中包括斯尔法纳斯·奥林匹欧，他在偏远城市朱古（今贝宁）的监狱中被关押很长时间。他被逮捕一事影响了他与法国的关系，成为多哥政治和经济独立需求的隐喻，他曾在其演讲中反复提到这点。
20世纪50年代，斯尔法纳斯·奥林匹欧成为为追求令多哥从法国统治下独立的积极行动的独立领袖。他的政党在整个50年代抵制国民议会选举，因为法国干预了这些选举（包括1956年的选举，是次选举使奥林匹欧妻子的兄弟尼古拉·格鲁尼茨基成为总理），奥林匹欧多次请求联合国协助解决该国的独立诉求（奥林匹奥在1947年向联合国提出的请愿是首次要求其解决争端的正式请求）。
在1958年的选举中，尽管法国干涉，但奥林匹欧的多哥统一党仍在选举中击败格鲁尼茨基的多哥进步党，使法国任命奥林匹奥为多哥殖民地总理。奥林匹欧胜选迫使法国调整其殖民政策，并导致了法属西非各殖民地的一系列独立公投。奥林匹欧带头在1961年以公投方式通过了多哥新宪法，并以超过90%的选票胜选并就任多哥首任总统。其后，由于1961年对奥林匹欧的刺杀未遂而导致的对反对派的镇压使多哥在独立后成为一党制国家。
奥林匹欧早期曾与邻近殖民地加纳的独立运动领袖、后来的加纳首任总统克瓦米·恩克鲁玛就结束非洲殖民主义的问题进行过合作；后来，两位领导人为因英法分割多哥而导致业已加入加纳的多哥西部而导致埃维族人的分裂的问题上起争端，为了团结埃维族人，恩克鲁玛公开提议多哥成为加纳的一部分，而奥林匹奥则寻求将旧德国多哥兰殖民地的西部地区归还给多哥。当恩克鲁玛在多哥实现独立后不久对该国进行突然访问，并提议以非洲统一的名义将两国联合起来时，奥林匹欧回应说：“非洲统一如此令人向往，决不能将其作为扩张主义政策的借口。”其后，两位领袖之间的关系冷淡，奥林匹欧经常将恩克鲁玛斥为“黑人帝国主义者”。尽管他最初声称他不希望多哥有军队，但独立后，奥林匹欧还是资助并建立了一支小型军队，主要是为了保护国家免受恩克鲁玛和加纳的任何主权侵犯。
在他执政期间，奥林匹欧对前法国殖民地的早期独立非洲领导人采取了一种独特的立场。尽管他尽量不依赖外国援助，但在必要时選擇接受德国而不是法国的幫助。他没有加入所有的法国提议的联盟（特别是非洲和马达加斯加联盟），并与前英国殖民地尼日利亚以及美国建立了重要的联系。然而，他确实与法国人签署了国防条约，并在整个总统任期内对法国保持了积极的外交关系。法国人对奥林匹奥不信任，认为他在很大程度上与英国和美国的利益保持一致。

### 多哥-加纳关系
加纳和多哥两国之间的关系（以及恩克鲁和奥林匹奥之间的关系）在1962年变得十分紧张，期间多次发生针对两人的暗杀阴谋，而双方都将其归咎于对方。来自加纳的难民和反对派在多哥找到了避难所，反之，多哥反对派则在加纳找到了避难所。在多哥进步党和多哥青年运动被卷入1961年刺杀奥林匹欧一事后，包括尼古拉·格鲁尼茨基和安托万·梅奇在内的许多著名多哥政治家流亡，并得到加纳的欢迎和支持。同样，加纳许多反对派也在恩克鲁玛遇刺一事后流亡多哥。1961年，恩克鲁警告奥林匹奥，若不停止对居住在多哥的加纳反对派的支持，就将产生“危险的后果”，而奥林匹欧基本上无视这一威胁。

### 国内支持者
尽管奥林匹欧在选举中取得巨大胜利，但其后奥林匹欧的政策给他的许多支持者带来问题。由于他坚持财政紧缩政策而使工会成员、农民和应聘公务员等受教育青年感到不安。此外，他还与该国的天主教教会发生冲突，并加剧了埃维族和其他族裔群体之间的紧张关系。随着政治困难的增加，奥林匹欧变得越来越独裁，如恐吓反对派并关押政治犯。

### 与军队的关系

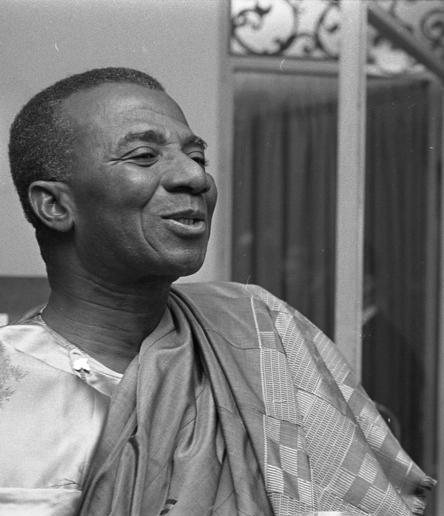
多哥首任总统斯尔法纳斯·奥林匹欧，后在1963年的政变中被遇刺

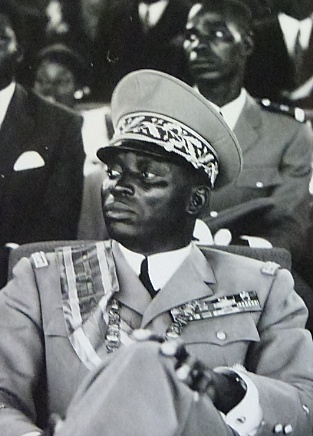
从1967年到2005年任多哥总统的纳辛贝·埃亚德马是1963年政变的主要领导人之一

奥林匹欧认为军队在他发展国家和实现国家现代化的计划中是不必要的，因此只维持了一支小规模军队（规模只有约250名士兵）。然而，结果是，离开法国军队回到多哥的士兵没有得到征召入伍多哥军队的机会。埃马纽埃尔·博乔勒和克莱伯·达乔两位多哥军队领导人，他们曾多次试图让奥林匹欧总统增加对军队的预算，征召更多前在法国军队服役的多哥人，但都没有成功。1962年9月24日，奥林匹欧拒绝了法国军队中士埃亚德马（法語：Étienne Eyadéma）加入多哥军队的请求。1963年1月7日，达乔再次提出征召请求，但其后据说奥林匹欧撕毁了请求。

## 政变
由埃马纽埃尔·博乔勒和艾蒂安·埃亚德马领导的军队召开会议，会议决定推翻奥林匹欧。政变行动于1963年1月13日凌晨开始，当军方试图逮捕奥林匹欧和他的内阁时，整个首都洛梅都听到了枪声。黎明破晓前，靠近奥林匹奥住所的美国大使馆外传来枪声。黎明时分，美国大使莱昂·B·普拉达在距离使馆前门三英尺的地方发现了奥林匹奥的尸体。据称，当士兵试图在洛梅街头逮捕他时，他进行了抵抗，并在此过程中被枪杀。埃亚德马后来声称是他扣动扳机杀死了奥林匹欧，但这并没有得到明确的证实。他的尸体被带到大使馆内，后被他的家人接走。
政变期间，奥林匹欧大部分内阁成员遭到逮捕，但内政部长和信息部长得以逃到达荷美共和国，卫生部长杰尔逊·克普罗奇特拉因是格鲁尼茨基的党员，而没有被捕。军方领导人在电台广播中给出的政变理由是经济问题与经济的衰败。而分析家们通常认为，政变的主要缘由在于不满的前在法国军队服役的多哥人，因奥林匹欧拒绝扩大军队限制其规模而导致他们无法获得入伍的机会。
军方领导人迅速召回流亡的政治领袖尼古拉·格鲁尼茨基和安托万·米奇，并让他们分别作为总统和副总统组建领导新政府。两人回国后同意担任总统和副总统一职。奥林匹奥内阁中被俘虏的部长在新政府成立后被释放。然而，据报道，以西奥菲勒·马利为首的部长们在1963年4月10日试图重新建立奥林匹欧党人的统治，结果他们再次被捕。
1963年5月组织了选举，唯一的候选人是尼古拉·格鲁尼茨基和安托万·米奇，其后他们分别当选为国家总统和副总统。在4月政变企图中被捕的部长们在选举后被释放。

### 美国大使莱昂·波拉达的记述
美国驻洛梅大使莱昂·B·普拉达（Leon B. Poullada）对奥林匹欧被遇刺的情况作了如下记述：
“凌晨2点左右，洛美各处传出枪声。零星的枪声持续了几个小时。”
“黎明破晓前，住在使馆大楼对面的一名使馆官员听到使馆门前传来的喊叫声和枪声。”
“黎明时分，使馆的官员们发现奥林匹奥死在地上。尸体被移入使馆大楼。后来，尸体被总统家人带走，他[奥林匹欧]家里有五个孩子。”
 — 莱昂·B·普拉达（Leon B. Poullada）

### 迪娜·奥林匹欧对刺杀的记述
政变发生后，迪娜·奥林匹欧立即搬到达荷美共和国。斯尔法纳斯·奥林匹欧（她称他为希尔万）的遗孀迪娜·奥林匹欧提供了她对刺杀一事的叙述：
“当时大约是星期六的晚上11点30分。我被屋外的声音吵醒，突然，他们（70名士兵）开始在我们楼下的客厅门开枪，然后用枪托砸门。大约凌晨1点，他们在仆人的宿舍里寻到四个女孩，而后用枪逼着她们上楼，让她们指出我们入寝的地方。而那12名士兵上楼时，希尔万已经离开。而当他走到门口并向士兵们开枪…这不是真的，他没携带手枪，而他的旧猎枪一直在我的房间里，说他开枪完全是谎言......[士兵们的搜查]如同他们在搜寻一根针，他们甚至想看看我的床底下......就在六点之前，我走到后面，从窗户往外看，想看看我们的男仆伯纳德，看看他为什么把我们这些女人单独留下。” 
“当我打开窗户时，我看到希尔万......蜷缩在[美国大使馆院内的一辆美国官方旅行车]车上。然后我看到四个士兵在两座使馆大楼之间。他们看到了他，然后，希尔万像这样举起了手，其后，他们抓住了他的胳膊。 ”
“我以为他是安全的，然后，我冲下楼，从前门出去后想绕到后面，并告诉他应去营地。结果，几个士兵拦住了我，但我跑过了他们，然后我听到了三、四声枪响--啪啪啪！”。
“我当时以为他们可能在向我们的党员或支持者开枪，但我跑到使馆门口，看到希尔万躺在地上，眼睛睁着，肠子流了出来。我说“爸爸，爸爸，跟我说话”，但没有任何回应。”
 — 迪娜·奥林匹欧

### 埃马纽埃尔·博乔勒的叙述
埃马纽埃尔·博乔勒，政变领导人之一，描述了奥林匹欧遇刺一事：
“我是突击队队长。我的目的并非要杀死总统，而是要逮捕他。然而，当我敲开他的门时，总统朝我们开了枪。我命令我的手下朝天开枪，向他表明我们是认真的。”
[但奥林匹欧从他家的二楼跳了下来，并躲藏起来，直到他们发现他。] 
“我命令他走出来，并让他穿上衣服，以便我们能带走他。然而他试图逃跑，于是我们向他开枪。”
[记者问：“谁开的枪？”] 
“我开的。”
“如果他不跑，我就不会向他开枪。我们逮捕了另外三位牧师，而他们都很安全—虽然他们都携带了手枪。”
 — 埃马纽埃尔·博乔勒

## 后果

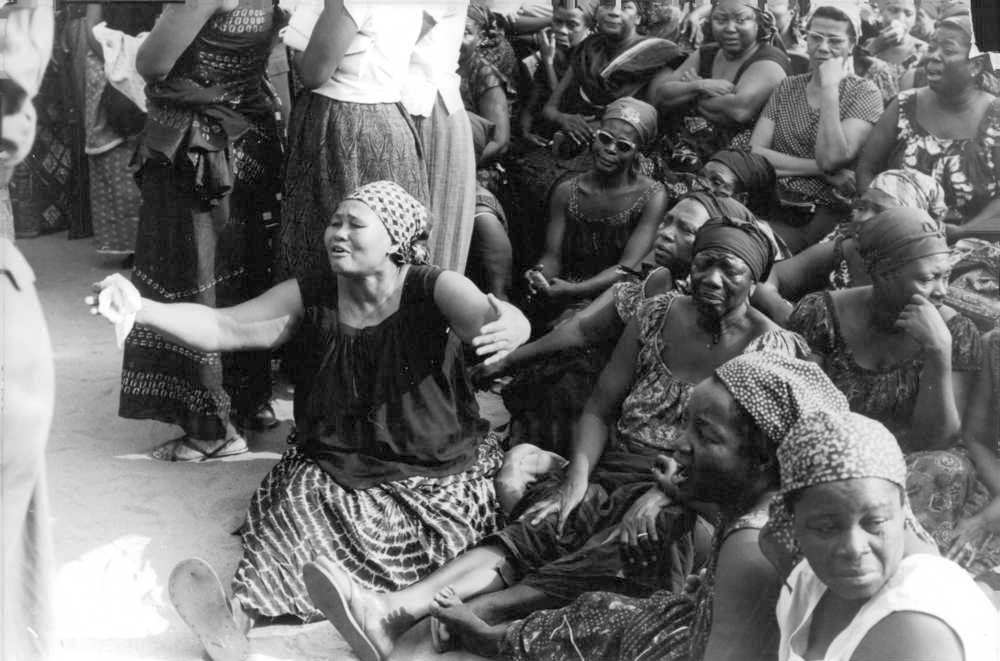
哀悼奥林匹欧遇刺的非洲妇女，1963年

作为自英国和法国独立的非洲国家第一次军事政变，此次事件在非洲以及世界范围都产生重大影响。许多非洲国家谴责了此次政变，该事件对之后成立的非洲统一组织产生重大影响，非统组织的宪章写道“毫无保留地谴责一切形式的政治暗杀，以及邻国或任何其他国家的颠覆活动”。

### 多哥
军方公布的官方调查结果称，奥林匹欧向试图逮捕他的官员开枪；然而，他的妻子声称，他被杀时，他唯一的枪在屋内，他是和平地向军队投降的。人们多次呼吁对谋杀案进行独立调查，但都被多哥军队和格鲁尼茨基政府阻止。他的儿子在暗杀发生后的第二年曾试图让联合国进行调查，但这一努力基本上没有结果。
其后，针对军队的暴力和抗议行动有限，最大的抗议活动是在1963年5月选举后在帕利梅举行的。政变后，军队规模迅速扩大—主要是在法国的援助下，到1963年5月选举时已扩至达到550人，到1966年1月规模达到1,200人。1967年4月14日的政变使多哥军队力量进一步增强，艾蒂安·埃亚德马在政变中废黜了尼古拉·格鲁尼茨基的政府，并统治该国直至2005年。
埃维族人很大程度怀疑埃马纽埃尔所提供的官方说法，因此其被排除在新进权力圈之外。而格鲁尼茨基（他的父亲是波兰人，母亲是安娜人）和安托万·梅奇（他来自多哥北部）分别来自不同的民族。埃维族人在1967年以大规模的抗议活动抗议政府，为埃马纽埃尔对格鲁尼茨基的政变铺平道路。

### 加纳反应
由于加纳和多哥关系紧张，恩克鲁玛和加纳被怀疑参与了这次政变和暗杀。尼日利亚外交部长贾贾·瓦楚库在政变后就表示，此次政变是“由某人设计、组织和资助的”。同时，瓦楚库还明确表示，如果加纳军队在此次危机中进入多哥，那么尼日利亚将进行干预。其他国家的政府和媒体也同样怀疑加纳是否积极支持此次政变。
加纳对这一情况作出回应，否认参与政变或支持安托万·梅奇返回多哥。加纳驻美国大使表示：“加纳政府不相信能够通过暗杀来解决分歧。据认为，这一不幸的事件纯粹是内部事务。加纳政府对美国部分媒体试图将加纳与最近在多哥发生的不幸事件联系起来深表关切”。
美国政府发表声明说，没有明确的证据表明加纳参与此次政变。恩克鲁玛向达荷美共和国派遣的一个代表团承诺，他不会干预政变后的危机。

### 美国反应
事实发生后，白宫立即发表声明说：“美国政府对多哥总统奥林匹欧遇刺的消息深感震惊。奥林匹欧总统是非洲最杰出的领袖之一，他最近访问美国时在这里受到了热烈欢迎。目前多哥局势尚未明了，我们正密切关注”。一天后，肯尼迪总统的新闻秘书表示，肯尼迪总统认为这是“对在非洲建立一个稳定的政府进展的打击”，是“不仅对他自己的国家，而且对所有在美国这里认识他的人的损失”。

### 非洲各国反应
加纳和塞内加尔在政变后的新政府内阁成立后立即承认了该政府，达荷美共和国也承认他们是“事实上的”政府。几内亚、利比里亚、象牙海岸和坦噶尼喀都谴责了这次政变和暗杀事件。
利比里亚总统威廉·杜伯曼在政变后与其他非洲国家领袖联系，希望集体不承认军方在政变后建立的任何政府。坦噶尼喀（今坦桑尼亚）政府呼吁联合国采取行动，声明“在奥林匹欧总统被残酷谋杀后，出现了承认继任政府的问题。我们敦促在首先确信新任政府没有参与对奥林匹奥的谋杀，或者其次确信有一个民选政府之前，不因有任何承认新的政府的行动”。
1963年1月24日至26日，尼日利亚召集了非洲和马达加斯加联盟的15位国家元首和观察员国家举行会议。各国领导人在采取何种立场上存在分歧，因此他们呼吁多哥临时政府起诉并处决负有责任的军官。。然而，几内亚和其他国家达成协议，不邀请多哥政府参加1963年5月成立非洲统一组织的亚的斯亚贝巴会议。

### 尾注
1. 1 2  Howe 2000，第44頁.
2. 1 2  Mazuri 1968，第57頁.
3. 1 2  Amos 2001，第308頁.
4. ↑  Washington Post 1960，第E4頁.
5. ↑  New York Amsterdam News 1947，第1頁.
6. 1 2  Howe 2000，第45頁.
7. ↑  New York Times 1961，第6頁.
8. ↑  Rothermund 2006，第143頁.
9. ↑  Pedler 1979，第158頁.
10. ↑  New York Times 1960，第11頁.
11. ↑  Howe 2000，第47頁.
12. ↑  New African 1999，第13頁.
13. 1 2 3 4 5 6 7 8 9 10  Washington Post & 14 January 1963，第A11頁.
14. ↑  Legum 1962，第A12頁.
15. ↑  Decalo 1990，第211–212頁.
16. 1 2 3 4 5 6  Grundy 1968，第437頁.
17. ↑  Lukas 1963，第3頁.
18. ↑  Le Vine 2004，第282頁.
19. 1 2 3  Chicago Defender & 23 January 1963，第4頁.
20. ↑  New York Times & 11 April 1963，第8頁.
21. 1 2  Time 1963.
22. ↑  New York Times & 24 May 1963，第9頁.
23. ↑  Landrey 1963，第4頁.
24. ↑  Mazuri 1968，第40–41頁.
25. ↑  New York Times 1964，第2頁.
26. ↑  Washington Post & 17 June 1963，第12頁.
27. ↑  Wurster 2005，第1566頁.
28. ↑  Kuranga 2012，第74頁.
29. ↑  Onwumechili 1998，第53頁.
30. 1 2 3  Mazuri 1968，第56頁.
31. 1 2  Chicago Defender & 21 January 1963a，第7A頁.
32. ↑  Boston Globe 1963，第8頁.
33. ↑  Wallerstein 1961，第64頁.
34. ↑  Chicago Defender & 21 January 1963b.
35. ↑  Washington Post & 27 January 1963，第A18頁.

### 书目

#### 书籍与周刊
- Amos, Alcione M. . Cahiers d'Études Africaines. 2001, 41 (162): 293–314. JSTOR 4393131. doi:10.4000/etudesafricaines.88 .
- Decalo, Samuel. . New Haven: Yale University Press. 1990. ISBN 978-0-300-04043-2.
- Ellis, Stephen. . Africa. 1993, 63 (4): 462–476. JSTOR 1161002. doi:10.2307/1161002.
- Grundy, Kenneth W. . The Review of Politics. 1968, 30 (4): 428–439. JSTOR 1406107. doi:10.1017/s003467050002516x.
- Howe, Russell Warren. . Transition. 2000, (86): 36–50. JSTOR 3137463.
- Kuranga, David Oladipupo. . Palgrave Macmillan. 2012  [2022-05-10]. ISBN 978-1-137-01993-6. （原始内容存档于2022-05-10）.
- Le Vine, Victor. . Lynne Rienner Publishers. 2004  [2012-12-29]. ISBN 978-1-58826-249-3. （原始内容存档于2022-05-10）.
- Mazuri, Ali A. . Political Science Quarterly. 1968, 83 (1): 40–58. JSTOR 2147402. doi:10.2307/2147402.
- Onwumechili, Chuka. . Westport, Ct.: Praeger. 1998  [2012-12-29]. ISBN 978-0-275-96325-5. （原始内容存档于2022-05-20）.
- Pedler, Frederick. . London: MacMillan Press. 1979.
- Rothermund, Dietmar. . Taylor & Francis. 2006  [2012-12-29]. ISBN 978-0-415-35632-9. （原始内容存档于2022-05-10）.
- Wallerstein, Immanuel. . University of Nebraska Press. 1961  [2012-12-29]. ISBN 978-0-8032-9856-9. （原始内容存档于2022-05-10）.
- Wurster, Patrick F.A. . Kevin Shillington  (编). . Taylor & Francis Group. 2005: 1566–1568. ISBN 1135456704.

#### 报纸
(按时间顺序排序)
- . New York Amsterdam News. 1947-12-13: 1.
- . New York Times. 1960-04-08: 11.
- . Washington Post. 1960-05-01: E4.
- . New York Times. 1961-04-11: 6.
- Legum, Colin. . Washington Post. 1962-01-11: A12.
- . The Washington Post. 1963-01-14: A1.
- . Boston Globe. 1963-01-15: 8.
- . Chicago Defender. 1963-01-21: 7A.
- . Chicago Defender. 1963-01-21: 6.
- Lukas, J. Anthony. . New York Times. 1963-01-22: 3.
- Landrey, W.G. . Chicago Defender. 1963-01-22: 4.
- . Chicago Defender. 1963-01-23: 4.
- . Washington Post. 1963-01-27: A18.
- . New York Times. 1963-04-11: 8.
- . Time 81. 1963-05-10.
- . New York Times. 1963-05-24: 9.
- . Washington Post. 1963-06-17: A12.
- Doty, Robert C. . New York Times. 1964-01-26: 2.
- . New African (377). September 1999: 13.